# Don Hertzfeldt
Don Hertzfeldt (Fremont, 1 augustus 1976) is een Amerikaans animator, gespecialiseerd in handgetekende animatiefilms met stokfiguren. Hij is tweemalig winnaar van de juryprijs voor beste korte film van het Sundance Film Festival en ontving nominaties voor een Oscar en een Gouden Palm, alsmede vele andere (animatie)filmprijzen.

## Biografie
Hertzfeldt behaalde in 1998 zijn diploma in filmstudies aan de Universiteit van Californië - Santa Barbara. In 2000 werd zijn korte film Rejected genomineerd voor de Oscar voor beste korte animatiefilm, maar verloor van Father and Daughter van Michael Dudok de Wit. Rejected verkreeg sindsdien een grote populariteit op het internet.
In 2006 verscheen Everything Will Be OK, het eerste deel van een animatietrilogie over het personage Bill, gevolgd door I Am So Proud of You in 2008 en It's Such a Beautiful Day in 2011. De trilogie werd in 2012 gecompileerd onder dezelfde titel.
In 2014 verzorgde hij een bankgrap voor de aflevering "Clown in de Dumps" van The Simpsons. Het jaar daarop verscheen zijn korte film World of Tomorrow, winnaar van de jury- en publieksprijs voor beste korte film op het Festival International du Film d'Animation d'Annecy.

## Filmografie
- Ah, L'Amour (1995) (studentenfilm)
- Genre (1996) (studentenfilm)
- Lily and Jim (1997) (studentenfilm)
- Billy's Balloon (1998) (studentenfilm)
- Rejected (2000)
- The Animation Show (2003)
- The Meaning of Life (2005)
- Everything Will Be OK (2006)
- I Am So Proud of You (2008)
- Wisdom Teeth (2010)
- It's Such a Beautiful Day (2011)
- It's Such a Beautiful Day (2012) (filmversie)
- The Simpsons (2014) (bankgrap voor de aflevering "Clown in the Dumps")
- World of Tomorrow (2015)